# Broderie Hardanger
Pour les articles homonymes, voir Broderie (homonymie).

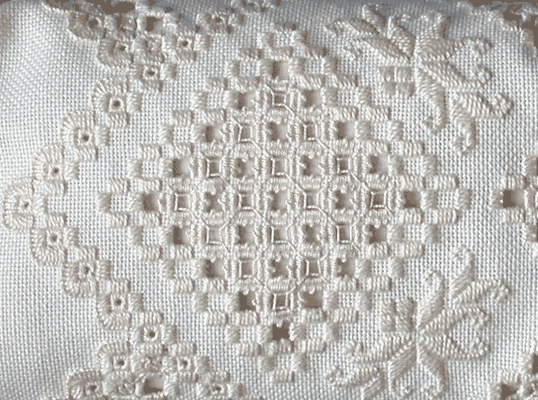
Broderie Hardanger moderne

La broderie Hardanger est une broderie à points comptés et motifs découpés. Elle vient de Norvège, de la région de Hardanger. Elle n'est pas encore très connue en France, quelques associations de brodeuses permettent de garder cet art en vie.
La Broderie Hardanger consiste à faire un tableau composé de plusieurs motifs (abécédaires, sampler, etc.) en utilisant différents points de broderie. La nouveauté au XVIIe siècle est d'ajourer la toile étamine ou mettre du relief aux motifs en multipliant les couches.
Plusieurs brodeuses peuvent se rassembler pour faire une grande fresque à la manière du patchwork.